# Фролово (Московская область)
Фролово — деревня в Сергиево-Посадском районе Московской области, в составе муниципального образования Городское поселение Сергиев Посад (до 29 ноября 2006 года входила в состав Мишутинского сельского округа).

## Население
| 2002 | 2006 | 2010 |
| ---- | ---- | ---- |
| 2    | ↗7   | ↘3   |

## География
Фролово расположено примерно в 15 км (по шоссе) на северо-запад от Сергиева Посада, на безымянном ручье, правом притоке реки Вели, высота центра деревни над уровнем моря составляет 211 м. На 2016 год в деревне зарегистрировано шесть садовых товариществ. В 2018 году была проложена новая дорога. 